# 李相龍
李相龍（イ・サンニョン、1858年11月24日 - 1932年）は、朝鮮独立運動家。本貫は固城李氏。本名は李象羲（イ・サンヒ）、また李啓元（イ・ゲウォン）。イ・サンニョンに改名した。雅名は石洲。

## 生涯
慶尚北道安東の儒林名門家に生まれた。生家である臨清閣は宝物第182号に指定されている古宅である。
儒者で義兵将だった金興洛の弟子として義兵運動に参加したが、50歳頃の1907年頃から教育の役割を重視する愛国啓蒙運動へと方向を転換し、協同学校の設立及び大韓協会安東支部の創設、時局講演などを行なった。柳寅植、金東三らはこの時からの同志である。
しかし日韓併合条約が締結されて大韓協会が解体されると、新民会の海外独立基地設置方針に同調して、1911年に一家を率いて西間島へ亡命した。李相龍の家は李會榮 、許蔿の家門とともに代表的な独立運動家の家門で、彼を含めて弟の李相東・李鳳義、子の李濬衡と孫の李炳華、甥三名が独立有功者勲章を授与された。母方のおじは義兵将權世淵であり、妻の家も有名な独立運動家門である。
李相龍は西間島において、独立運動のための自治機構である耕学社と附属教育機関である新興講習所の設置に参加した。耕学社は翌年扶民会、そして1919年の三・一独立運動を基点として韓族会へと発展する。新興講習所はのちに新興武官学校と改称され、武装独立活動家たちを養成する機関になった。耕学社と新興講習所はどちらも、満洲地域における朝鮮独立運動の嚆矢だと言えよう。
満洲に軍事拠点である軍政府を設立したが、上海に大韓民国臨時政府が設置されるとこれを支持し、軍政府を西路軍政署と改称した。西路軍政署責任者として、1921年に南満統一会を開催して西間島一帯の独立運動団体を合同し、統軍府を樹立した。
1925年、大韓民国臨時政府大統領李承晩が弾劾で退いた後、大韓民国臨時政府の初代国務領に推戴された。しかし内部対立が続き内閣を組織し得る勢力を結集できず、国務領を辞任して再び満洲に帰った。正義府、新民府、参議府に分かれていた独立運動団体の統合に苦心する中、1932年吉林にて病死した。
1962年、建国勲章独立章が追叙され、大邱の達城（タルソン）公園に記念碑が建てられている。
李相龍は、朝鮮半島に存在した漢四郡は、実は朝鮮半島の外にあり、遼東半島に位置していたという、申采浩、金教献、朴殷植と共通の多くの民族主義的主張を行った。

## 臨清閣

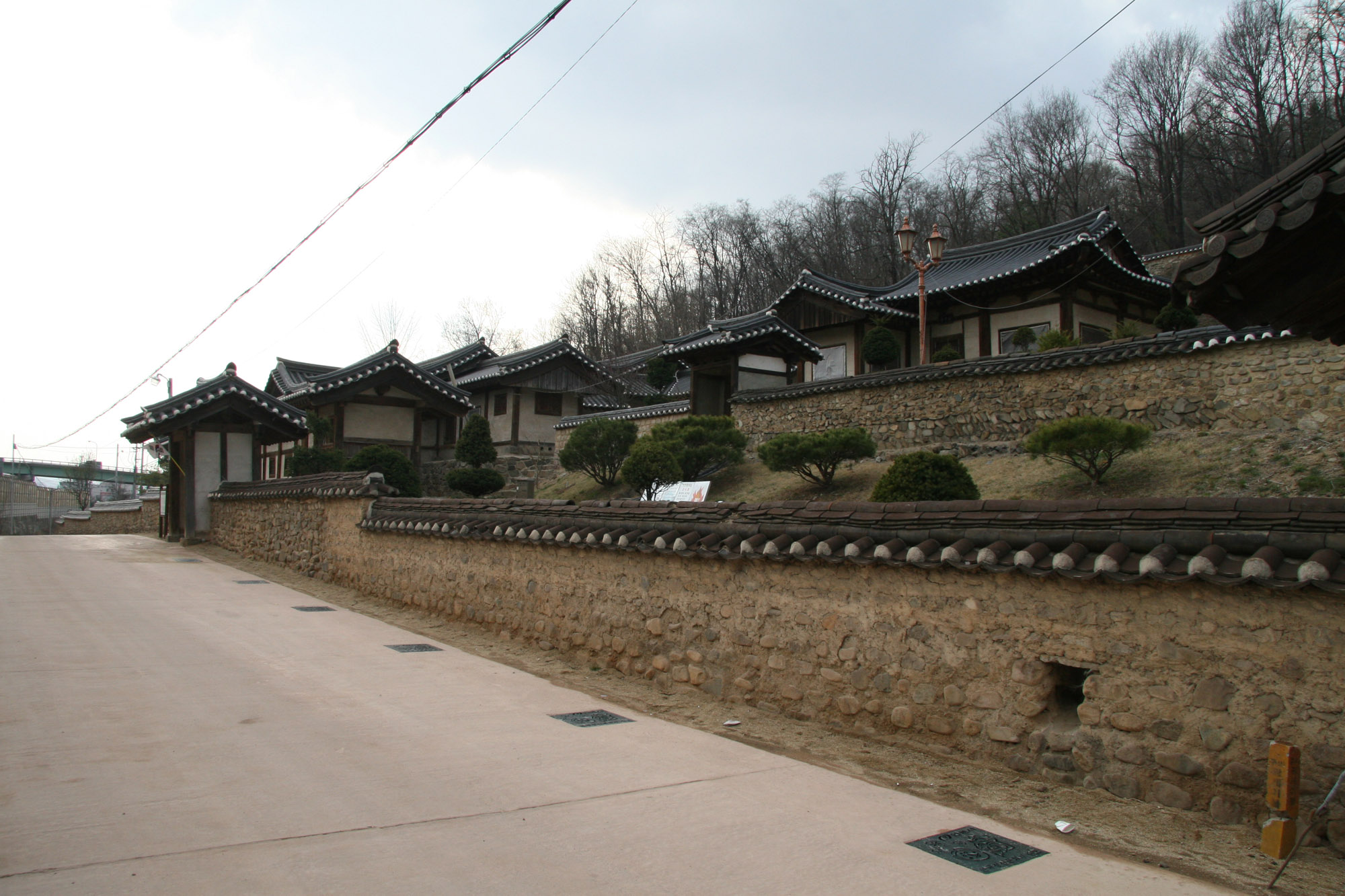
安東臨清閣

臨清閣は、日本統治時代に前庭を横切る形で京慶線（現中央線）の線路が敷設され、敷地内にあった99軒のうち約30軒が撤去されている。これについて、抗日派への報復のためであるというのが定説となっており、2017年、文在寅大統領は、複線化に伴う線路移設と共に、 臨清閣の復元事業に着手することを明らかにした。
この説について、京慶線（1942年開通）を慶北線慶北安東駅（現安東駅、1931年開通）経由にするために避けられないコースであり、河川堤防と線路を一体化する防災目的でもあること、線路の敷設の際に臨清閣を含む周辺民家の保存に配慮したこと、時期的に独立運動は事実上瓦解していたことなどの観点から、抗日派への報復目的であるとの主張は被害妄想に過ぎないとの指摘もある。

## 参照資料
大韓民国国家報勳処、今月の独立活動家詳細資料 - 李相龍, 1992